# PPG Industries

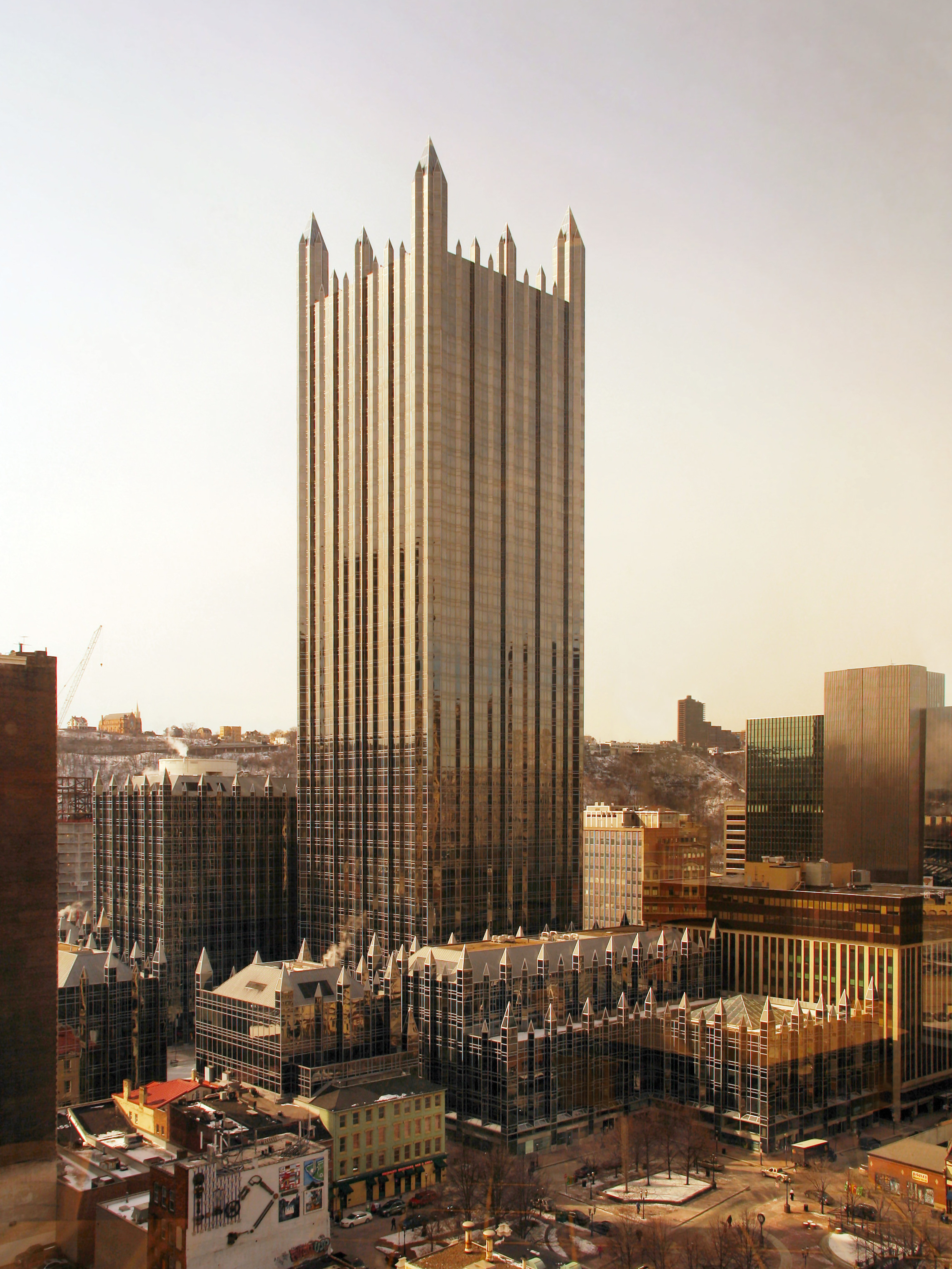
Kantoor van PPG in Pittsburgh

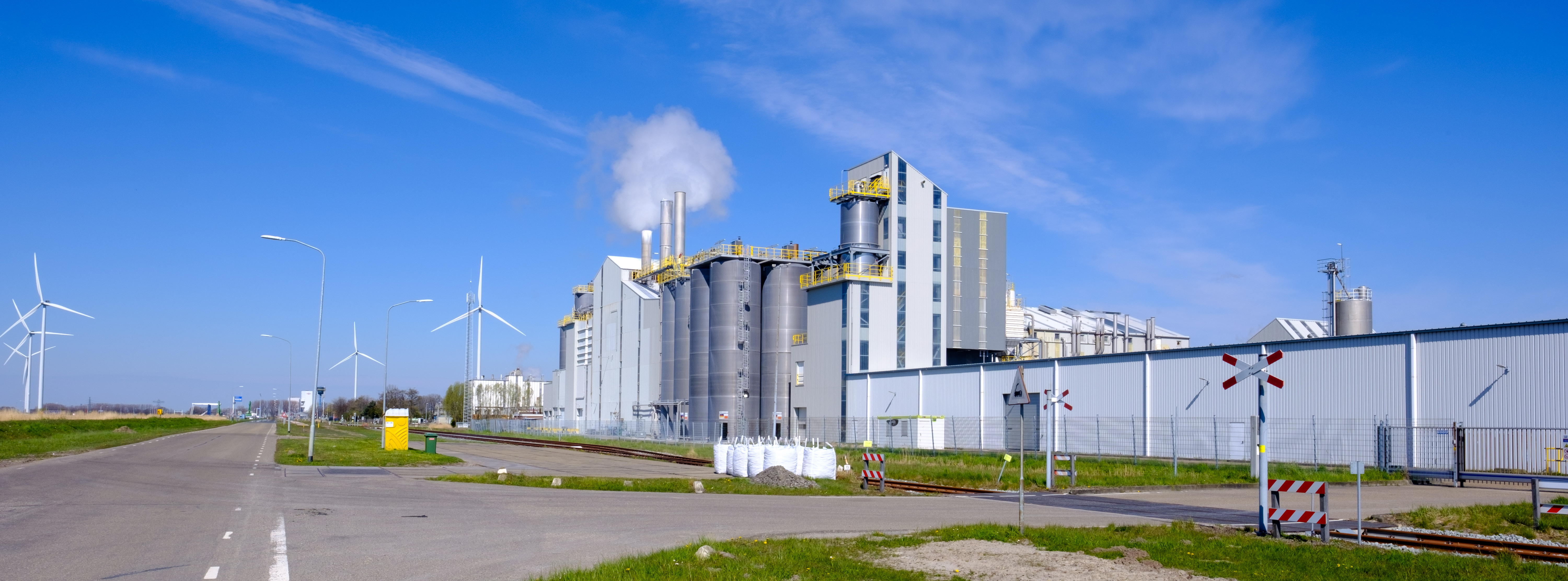
Chemiepark De Valgen-PPG in Oosterhorn

PPG Industries is een wereldwijde leverancier van verven, coatings, chemicaliën, optische producten, ‘specialty materials’, glas en glasvezel. Het is in België en Nederland vooral bekend van de merken Sigma, Rambo en Histor.
Het bedrijf is in 1883 opgericht als de Pittsburgh Plate Glass Company maar veranderde in 1968 de naam naar PPG Industries aangezien het bedrijf internationaal opereerde en veel meer dan glas produceerde.
Het bedrijf produceert vooral verf wat meer dan 90% van de omzet vertegenwoordigt. Het heeft meer dan 150 productielocaties en gelieerde vennootschappen en is actief in meer dan 60 landen. De aandelen van PPG worden verhandeld op de New York Stock Exchange (NYSE: PPG) en het fonds is opgenomen in de S&P 500 index.
SBU Architectural Coatings EMEA neemt de tweede plaats in op de markt van decoratieve coatings in Europa, Afrika, het Midden-Oosten en de Franse Overzeese gebieden.
In oktober 2007 nam het SigmaKalon, de Brits/Nederlandse verfmaker, over voor 2,2 miljard euro. SigmaKalon ontstond in 1999 door een fusie van Sigma Coatings en de Britse verfmaker Kalon. Het bedrijf produceerde verf voor consumenten, onder de merknamen Histor en Rambo, en verder aan de bouw, industrie en scheepvaart. Het had in 2006 een omzet van US$2,8 miljard, tegen US$11 miljard voor PPG, en telde ongeveer 10.000 medewerkers.
In 2013 kocht PPG de Decorative Paints activiteiten in Noord-Amerika van AkzoNobel. Deze activiteit had in 2011 een omzet van US$1,5 miljard en telde ongeveer 5000 werknemers verspreid over 8 fabrieken. PPG betaalde hiervoor US$1,05 miljard.
In maart 2017 bracht PPG een bod uit op het Nederlandse bedrijf AkzoNobel. In 2017 waren PPG en AkzoNobel na het Amerikaanse Sherwin Williams respectievelijk de nummer twee en drie op de wereldwijde verfmarkt. PPG had in 2016 een omzet van 14 miljard euro en 47.000 medewerkers. AkzoNobel was  minder gespecialiseerd dan PPG en  had een totale omzet van 14,2 miljard euro en 46.000 medewerkers.
PPG bood ongeveer € 83 per aandeel in geld en aandelen, of € 21 miljard in totaal. Het bestuur van AkzoNobel wees het bod af. Op 24 april 2017 verhoogde PPG haar bod tot € 96,75 per aandeel. Ook dit bod werd afgewezen. Op 1 juni 2017 maakte PPG bekend een overname van AkzoNobel niet meer na te streven.